# Dariénský záliv
Dariénský záliv (španělsky Golfo del Darién) je široký mořský záliv v jihozápadním cípu Karibského moře při pobřeží Panamy a Kolumbie. Na jihu přechází do menšího zálivu Urabá, do kterého se vlévá řeka Atrato. Nejvýznamnějším městem na jeho březích je Turbo v Kolumbii.